# Триптолем (пьеса)
«Триптолем» (др.-греч. Τριπτόλεμος) — трагедия древнегреческого драматурга Софокла (V век до н. э.) на тему из аттических мифов, текст которой утрачен за исключением ряда небольших отрывков (фрг. 596 — 617a Radt).
Главный герой пьесы — царь Элевсина Триптолем, воспитанный богиней Деметрой и первым начавший засевать землю. Сохранились фрагменты, в которых описывается колесница, подаренная царю богиней, и излагаются наставления Деметры: «Бездонной чаше нет в трапезе места» и т. п. Предположительно пьеса входила в состав тетралогии, которую поставили на афинской сцене в 470 году до н. э. и которая обеспечила Софоклу первую победу в состязании.